# Numéros Un (magazine)
 (janvier 2024).
La mise en forme du texte ne suit pas les recommandations de Wikipédia : il faut le « wikifier ».
Les points d'amélioration suivants sont les cas les plus fréquents. Le détail des points à revoir est peut-être précisé sur la page de discussion.
- Les titres sont pré-formatés par le logiciel. Ils ne sont ni en capitales, ni en gras.
- Le texte ne doit pas être écrit en capitales (les noms de famille non plus), ni en gras, ni en italique, ni en « petit »…
- Le gras n'est utilisé que pour surligner le titre de l'article dans l'introduction, une seule fois.
- L'italique est rarement utilisé : mots en langue étrangère, titres d'œuvres, noms de bateaux, etc.
- Les citations ne sont pas en italique mais en corps de texte normal. Elles sont entourées par des guillemets français : « et ».
- Les listes à puces sont à éviter, des paragraphes rédigés étant largement préférés. Les tableaux sont à réserver à la présentation de données structurées (résultats, etc.).
- Les appels de note de bas de page (petits chiffres en exposant, introduits par l'outil «  Source ») sont à placer entre la fin de phrase et le point final[comme ça].
- Les liens internes (vers d'autres articles de Wikipédia) sont à choisir avec parcimonie. Créez des liens vers des articles approfondissant le sujet. Les termes génériques sans rapport avec le sujet sont à éviter, ainsi que les répétitions de liens vers un même terme.
- Les liens externes sont à placer uniquement dans une section « Liens externes », à la fin de l'article. Ces liens sont à choisir avec parcimonie suivant les règles définies. Si un lien sert de source à l'article, son insertion dans le texte est à faire par les notes de bas de page.
- La présentation des références doit suivre les conventions bibliographiques. Il est recommandé d'utiliser les modèles {{Ouvrage}}, {{Chapitre}}, {{Article}}, {{Lien web}} et/ou {{Bibliographie}}. Le mode d'édition visuel peut mettre en forme automatiquement les références.
- Insérer une infobox (cadre d'informations à droite) n'est pas obligatoire pour parachever la mise en page.

Pour une aide détaillée, merci de consulter Aide:Wikification.
Si vous pensez que ces points ont été résolus, vous pouvez retirer ce bandeau et améliorer la mise en forme d'un autre article.

Numéro Un  est un magazine mensuel, centré sur les nouveaux artistes de musique pop, rock et variétés, qui a renouvelé l'histoire de la presse pour adolescents, filles et garçons, s'appuyant en particulier sur un phénomène musical comme la popularité du chanteur Jean-Jacques Goldman, à laquelle a œuvré Didier Varrod son futur biographe.

## Histoire
Le magazine est lancé à l'époque où le marché est dominé par des titres comme Best et 
Rock and folk, ce dernier développant peu à peu une vision intellectualisée du rock. Il subit ensuite la concurrence d'un autre magazine Les Inrockuptibles créé en 1986 par Christian Fevret et Arnaud Deverre, étudiants en droit et en philo à Nanterre et ex-animateurs de radio libre.
La première grande interview du chanteur Jean-Jacques Goldman, alors en pleine ascension et encore un peu sous-estimé par les grands médias généralistes, est parue dans l'édition du magazine Numéros 1 de mars 1983 (1er numéro - dernier numéro, janvier 1986 - numéro 35 ). Cela contribue à l'invitation de Goldman sur France Inter à l'émission de Jean-Louis Foulquier pour son émission Pollen, les copains d'abord diffusée sur France Inter et pour le festival des Francofolies de La Rochelle en tant que programmateur, et à l'embauche de  Didier Varrod à Chanson magazine puis à France Inter en 1985, où ce dernier grimpera rapidement les échelons.
Le magazine Numéros Un, de mars 1984 publie après ce passage chez Jean-Louis Foulquier une compilation des articles dans la presse généraliste constatant qu'il bénéficie d'assez bonnes critiques mais que cette dernière déplore de ne pas pouvoir l'interviewer plus souvent car le chanteur, en se dérobant, manque à "son devoir", même si le magazine explique qu'il est surtout "resté sur ses gardes" pour ne pas apparaitre dans ce type de média sous le visage éventuel de "l'homme public", quelques années seulement après l'assassinat de son demi-frère Pierre Goldman, et ses chansons comme "une banale révolte façon soixante huitarde".
Le magazine fait ainsi, cependant, l'inventaire des passages parfois critiques, au sein des articles louangeurs de la presse généraliste, observant que Libération a vu dans la chanson "Il suffira d'un signe"  un "signe réellement encourageant pour du très bon" mais déploré que tube suivant se soit fourvoyé dans une "ritournelle plagiée et sans saveur". La chanson « Quand la musique est bonne » sortie en 1982, hommage à Tobacco Road de John D. Loudermilk et reprise par de nombreux artistes, plagie effectivement sa trouvaille musicale, selon le livre de l'expert Alister, mais la cite et y fait référence explicitement (« J'ai trop rôdé dans les tobacco road ».
L'Express moque de son côté un public avec "à peine des ados, des pré-ados. Du 12-13 ans, filles et garçons tout droit sortis de "La Boum 3", sans rien de sulfureux dans la socquette ni le T-shirt…", en ironisant sur "le look gentil, la voix gentille et le public gentil", mais Libération estime que cette gentillesse est sincère et la clé de sa popularité, déclenchant un mouvement de sympathie que le journaliste reconnait partager mais préférant rester prudent pour ne pas "perdre tout sens critique", d'autant qu'il fut l'ami personnel du demi-frère du chanteur.
Une autre grande interview d'un chanteur alors en pleine ascension, Daniel Balavoine, est réalisée dans ce magazine par le  même journaliste Didier Varrod , qui était au début des années 1980 secrétaire général de Radio Fréquence Gaie,. Daniel Balavoine, qui s'était engagée dans la campagne présidentielle de 1981 en faveur de la gauche, estime que la presse rock et pop, notamment les titres Best, Rock & Folk, ou encore Rock News, est trop frileuse quand il s'agit de parler de lui, mais aussi de son ami Michel Berger ou encore de Jean Jacques Goldman.